# FS E.421
Die Lokomotive E.421 der Ferrovie dello Stato war eine mit Akkumulatoren betriebene Versuchslokomotive, die 1921 von dem Mailändischen Elektrohersteller TIBB entworfen wurde. Die Kasten wurden von der Carminati & Toselli gebaut, die Akkumulatoren von der Società Generale Italiana Accumulatori in Melzo.
Die Lokomotive wurde in dem Rangierbetrieb am damaligen Bahnhof Milano Centrale eingesetzt, aber wegen der eingetroffenen Probleme schon 1923 außer Dienst gestellt. Nach einigen Quellen wurde sie um 1935 verkauft bzw. verschrottet.